# Сејшели на Светском првенству у атлетици на отвореном 2011.
Сејшели су учествовали на Светском првенству у атлетици на отвореном 2011. одржаном у Тегуу од 27-4. септембра тринаести пут, односно учествовали су на свим првенствима до данас. Репрезентацију Сејшела представљало је двоје атлетичара (1 мушкарац и 1 жена) који су такмичили у две дисциплине (1 мушка и 1 женска). , 

На овом првенству Сејшели нису освојили ниједну медаљу, а Џоан Присила Лутој је оборила лични рекорд.

## Учесници
| Мушкарци: - Лирој Хенријет — 200 м | Жене: - Џоан Присила Лутој — 100 м |  |

## Резултати

### Мушкарци
| Атлетичар      | Дисциплина | Лични рекорд | Квалификације | Квалификације | Полуфинале           | Полуфинале           | Финале               | Финале       | Детаљи |
| Атлетичар      | Дисциплина | Лични рекорд | Резултат      | Место         | Резултат             | Место                | Резултат             | Место        | Детаљи |
| -------------- | ---------- | ------------ | ------------- | ------------- | -------------------- | -------------------- | -------------------- | ------------ | ------ |
| Лирој Хенријет | 200 м      | 21,60        | 21,83         | 7. у гр. 4    | Није се квалификовао | Није се квалификовао | Није се квалификовао | 50 / 53 (54) |        |

### Жене
| Атлетичарка        | Дисциплина | Лични рекорд | Предтакмичење | Предтакмичење | Квалификације | Квалификације | Полуфинале            | Полуфинале            | Финале                | Финале       | Детаљи |
| Атлетичарка        | Дисциплина | Лични рекорд | Резултат      | Место         | Резултат      | Место         | Резултат              | Место                 | Резултат              | Место        | Детаљи |
| ------------------ | ---------- | ------------ | ------------- | ------------- | ------------- | ------------- | --------------------- | --------------------- | --------------------- | ------------ | ------ |
| Џоан Присила Лутој | 100 м      |              | 12,29 ЛР      | 2. у гр. 1 КВ | 12,35         | 6. у гр. 2    | Није се квалификовала | Није се квалификовала | Није се квалификовала | 48 / 68 (72) |        |